# Пацано
Пацано (итал. Pazzano) је насеље у Италији у округу Ређо ди Калабрија, региону Калабрија.
Према процени из 2011. у насељу је живело 612 становника. Насеље се налази на надморској висини од 466 м.

## Географија
| Клима (Пацано)             | Клима (Пацано) | Клима (Пацано) | Клима (Пацано) | Клима (Пацано) | Клима (Пацано) | Клима (Пацано) | Клима (Пацано) | Клима (Пацано) | Клима (Пацано) | Клима (Пацано) | Клима (Пацано) | Клима (Пацано) | Клима (Пацано) |
| Показатељ \ Месец          | .Јан.          | .Феб.          | .Мар.          | .Апр.          | .Мај.          | .Јун.          | .Јул.          | .Авг.          | .Сеп.          | .Окт.          | .Нов.          | .Дец.          | .Год.          |
| -------------------------- | -------------- | -------------- | -------------- | -------------- | -------------- | -------------- | -------------- | -------------- | -------------- | -------------- | -------------- | -------------- | -------------- |
| Средњи максимум, °C (°F)   | 15,0 (59)      | 15,0 (59)      | 17,0 (62,6)    | 19,0 (66,2)    | 24,0 (75,2)    | 28,0 (82,4)    | 31,0 (87,8)    | 31,0 (87,8)    | 28,0 (82,4)    | 24,0 (75,2)    | 20,0 (68)      | 17,0 (62,6)    | 31 (87,8)      |
| Средњи минимум, °C (°F)    | 8,0 (46,4)     | 8,0 (46,4)     | 9,0 (48,2)     | 11,0 (51,8)    | 15,0 (59)      | 18,0 (64,4)    | 22,0 (71,6)    | 22,0 (71,6)    | 19,0 (66,2)    | 16,0 (60,8)    | 12,0 (53,6)    | 10,0 (50)      | 8 (46,4)       |
| Количина падавина, mm (in) | 63,0 (24,8)    | 52,0 (20,47)   | 43,0 (16,93)   | 31,0 (12,2)    | 17,0 (6,69)    | 9,0 (3,54)     | 6,0 (2,36)     | 9,0 (3,54)     | 29,0 (11,42)   | 53,0 (20,87)   | 63,0 (24,8)    | 59,0 (23,23)   | 434 (170,85)   |
| [ тражи се извор ]         |                |                |                |                |                |                |                |                |                |                |                |                |                |

## Становништво
| 1931. | 1936. | 1951. | 1961. | 1971. | 1981. | 1991. | 2001. | 2011. |
| ----- | ----- | ----- | ----- | ----- | ----- | ----- | ----- | ----- |
| 2.004 | 2.002 | 2.021 | 1.845 | 1.415 | 1.157 | 954   | 799   | 640   |